# جيراردو أراندا أوروزكو
جيراردو أراندا أوروزكو هو سياسي مكسيكي، ولد في 21 أبريل 1952 في ولاية سونورا في المكسيك. نشط حزبياً في حزب العمل الوطني. وقد انتخب عضو مجلس النواب المكسيك ‏.